# ケリー・ビショップ
ケリー・ビショップ（Kelly Bishop、1944年2月28日 - ）は、アメリカ合衆国の女優。

## 出演作品
- 結婚しない女（エレイン）
- ジョディ・フォスターのママはゴースト（ベス・ダグラス）
- ダーティ・ダンシング（マージョリー・ハウスマン）
- クイーンズ・ロジック/女の言い分・男の言い訳（マリア）
- 私に近い6人の他人（アデル）
- マイアミ・ラプソディー（ゼルダ）
- ギルモア・ガールズ シリーズ（エミリー・ギルモア）